# ニユートーキヨー
株式会社ニユートーキヨーは、日本の外食産業企業である。1937年（昭和12年）6月9日に創業し、本社を東京都千代田区飯田橋1-3-2に置く。「ユ」と「ヨ」は小書き文字ではないが、ニュートーキョーと読む。旧本社ビル（二代目）は映画館「TOHOシネマズ有楽座」（旧称「ニュー東宝シネマ1」）が入居していたことで知られた。

## 沿革
- 1937年（昭和12年）6月9日 - 新宿区百人町二丁目25番13号に本社を設置し創業（同社創業）[4]。
  - 同年10月1日 - 合名会社ニユートーキヨーを設立[4]
- 1945年（昭和20年）8月6日 - 株式会社ニユートーキヨーを設立（同社設立）[4]
- 1949年（昭和24年）5月1日 - 料飲禁止令解除。全国で飲食店があいつぎ開店。外食産業の夜明けとなる。 当社も関東、関西10店のビヤホール再開を果たす。
- 1953年（昭和28年）- 旧大阪第一生命ビル屋上にて「アサヒビアガーデン」をオープン。これが日本初のビアガーデンとされている。
- 1969年（昭和44年）4月25日 - 株式会社新星苑を設立。
- 1976年（昭和51年）5月17日 - コンピュータ導入。経営管理資料ならびに機構等の効率的運用を推進。
- 1979年（昭和54年）11月21日 - ニユートーキヨー商事株式会社を設立。
- 1991年（平成3年）4月19日- 株式会社沖縄リック・ユ経営によるパブレストラン、「リック・ユ」を開店。
- 1991年（平成3年）5月9日 - 経営コンサルタント業務等を目的とした株式会社横浜ソフトデベロップメントを設立。
- 1991年（平成3年）8月1日 - 株式会社エム・エヌ・エス経営による大型シーフードビヤレストラン「ピア晴海」をウォーターフロントに開店。
- 1992年（平成4年）6月7日 - 宇都宮イーストウッド・カントリークラブの食堂運営受託を開始。
- 1993年（平成5年）7月16日 - 横浜みなとみらい21のランドマークプラザ内に新タイプのビヤホール「ビヤ・ドック」を開店
- 1993年（平成5年）10月9日 - 東京競馬場常設スタンド内にレストランと売店を開店。
- 1996年（平成8年）4月1日 - 東京ビッグサイト開場に合わせ前日に閉場した東京国際見本市会場から移転再オープン。
- 2009年（平成21年）10月12日 - 千代田区有楽町へ本社機能移転[4]
- 2010年（平成22年）5月1日 - 数寄屋橋本店ビルを所有していたニユートーキヨー不動産株式会社を合併[4]
- 2015年（平成27年）3月8日 - 数寄屋橋本店ビル、老朽化と再開発のため閉店。東京建物室町ビルB1Fへ本社機能移転。
- 2019年（平成31年／令和元年）頃 - 本社を千代田区飯田橋に移転[5][6]。

## 概要
「庄屋」、「いっさい」、「ななは」、「VINO VITA」、「五香路」、「百干」、「河岸番外地」などのチェーン店を経営している。子会社には、エヌティー・トレーディング・コーポレーション（東京都杉並区）、横浜ソフトデベロップメント（東京都千代田区）がある。かつては東武百貨店池袋店・船橋店（東武グループ）の飲食店街「SPICE」に存在した「トップ・オブ・トーブ」を運営していたこともある。

## ニユートーキヨー本店
ニユートーキヨー本店（ニュートーキョーほんてん、別名：数寄屋橋本店ビル）は東京都千代田区有楽町二丁目2番3号にあったビヤホール、ビヤガーデン、映画館が入居していたニユートーキヨー管理の本社ビル。

### 沿革
- 1937年（昭和12年）6月9日 - 東京都千代田区有楽町二丁目2番3号に地下1階・地上5階建のスキヤ橋本店ビル（初代）を竣工して開業（同社創業）[4]
- 1952年（昭和27年）5月26日 - スキヤ橋本店の接収解除[4]
- 1957年（昭和32年）10月9日 - 地下2階・地上9階建の本社ビル完成[4]
- 1972年（昭和47年）5月 - スキヤバシ映画がニュー東宝シネマ2に改名。
- 1978年（昭和53年）- 外装をレンガ造りに改装。
- 1989年（平成元年）11月6日- 本店再オープン。
- 1990年（平成2年）3月9日 - 本店1階増床オープン、地下に「バー・B」を開店。
- 1995年（平成7年）6月 - ニュー東宝シネマ2閉館。
- 1996年（平成8年）6月11日 - 本店地下にヨーロッパテイストの本格的ビヤホール「ビヤケラー」を開店。
- 2015年（平成27年）3月8日 - 数寄屋橋本店ビル、老朽化と再開発のためこの日で営業終了。ビヤホールは有楽町電気ビル店に移る。
- 2018年（平成30年）10月 - 数寄屋橋本店ビル跡地に「ヒューリックスクエア東京」が開業[8]。

### 概要
1958年（昭和33年）に埋め立てられるまでは、同社本店ビルのそばに江戸城外濠と数寄屋橋があった。1937年（昭和12年）6月9日に初代の本店ビルが建つ前、大正末年には有楽タクシー（現在の日本交通）の営業所があった。

### フロア案内
初代
| 階  | フロア概要         |
| --- | ------------------ |
| 5F  | 事務所             |
| 4F  | 喫茶＆ビアテラス   |
| 3F  | すきやき           |
| 2F  | 和食堂             |
| 1F  | 大ビアホール       |
| B1F | ドイツ風ビアホール |

2代目
| 階  | フロア概要                      |
| --- | ------------------------------- |
| 9F  | イタリアンダイニング ラ・ステラ |
| 8F  | 高尾                            |
| 7F  | 桃杏樓                          |
| 6F  | ロチェスター                    |
| 5F  | 事務所                          |
| 4F  |                                 |
| 3F  | TOHOシネマズ有楽座（後述）      |
| 2F  | さがみ                          |
| 1F  |                                 |
| B1F | ヴィノヴィータ有楽町店          |
| B2F | ビヤケラー                      |